# Othniel Charles Marsh
Othniel Charles Marsh (Lockport, New York, 1831. október 29. – New Haven, Connecticut, 1899. március 18.) amerikai paleontológus, a 19. század egyik legkiemelkedőbb őslénykutatója, aki számos fosszíliát fedezett fel az Egyesült Államok nyugati részén. Zoológiai szakmunkákban nevének rövidítése: „Marsh”.

## Korai évek
1860-ban végzett a Yale Egyetemen, majd geológiát és mineralógiát tanult, New Havenben a Sheffield iskolában, később pedig őslénytant és anatómiát Berlinben, Heidelbergben és Breslauban. 1866-ban tért vissza az Egyesült Államokba, ahol a Yale Egyetem kinevezett gerinces őslénytan professzora lett. Nagybátyja, George Peabody, az ő kérésére hozta létre a Peabody Természetrajzi Múzeumot (Peabody Museum of Natural History) az egyetemen.

## Karrier
1871 májusában felfedezte az első amerikai pterosaurus fosszíliát, emellett rátalált néhány korai ló maradványaira is. További leletei között szerepelnek kréta időszaki fogas madarak, (az Ichthyornis és a Hesperornis), valamint számos jura és kréta időszaki dinoszaurusz, mint például az Apatosaurus és az Allosaurus. Az 1877-ben tévesen Nanosaurusként azonosított egyik leletét mintegy száz évvel később az ő tiszteletére nevezték el Othneliának. Emellett a Marshosaurus is róla kapta a nevét.
Marsh ismert „őslénytani csatájáról”, az úgynevezett Csontháborúról, melyet a 19. század végéig vívott ellenfelével, Edward Drinker Cope-pal. A két tudós új fajok felfedezésért való heves versengése során több mint 120 új dinoszauruszfaj került elő. A Csontháborút Marsh nyerte meg, 80 új fajjal, Cope-nak összesen 56 fajt sikerült felfedeznie.
Marsh sírhelye a Grove Street Cemeteryben van, a Connecticut állambeli New Havenben.

## Fordítás
- Ez a szócikk részben vagy egészben  az   Othniel Charles Marsh című angol Wikipédia-szócikk ezen változatának fordításán alapul.  Az eredeti cikk szerkesztőit annak laptörténete sorolja fel. Ez a jelzés csupán a megfogalmazás eredetét és a szerzői jogokat jelzi, nem szolgál a cikkben szereplő információk forrásmegjelöléseként.